# 新库佩勒
新库佩勒（法語：Coupelle-Neuve，法語發音：[kupɛl nœv]）是法国上法蘭西大區加来海峡省的一个市镇，与旧库佩勒相邻，属于蒙特勒伊区。

## 地理
新库佩勒（50°30'1"N, 2°7'11"E）面积4.54 平方千米，位于法国上法蘭西大區加来海峡省，该省份为法国北部沿海省份，西北濒北海，南至索姆省，东临北部省。
与新库佩勒接壤的市镇（或旧市镇、城区）包括：弗吕日、吕索维尔、克雷基。

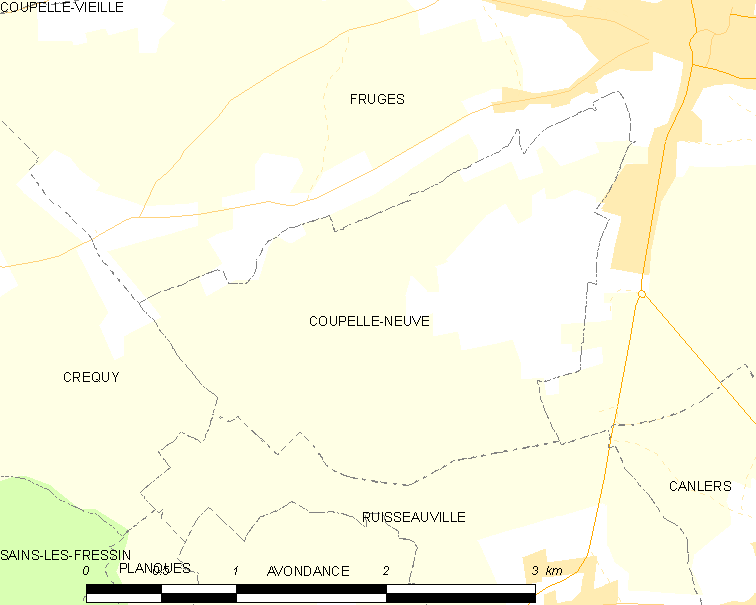
新库佩勒的OSM定位图

新库佩勒的时区为UTC+01:00、UTC+02:00（夏令时）。

## 行政
新库佩勒的邮政编码为62310，INSEE市镇编码为62246。

## 政治
新库佩勒所属的省级选区为弗吕日县。

## 人口

1962-2008年间新库佩勒人口变化图示

新库佩勒于2022年1月1日时的人口数量为146人。